# Lestes spatula
Lestes spatula – gatunek ważki z rodziny pałątkowatych (Lestidae). Występuje na terenie Ameryki Południowej.